# Mosteiro de São Bento (Jundiaí)
O Mosteiro de São Bento é um mosteiro localizado na cidade de Jundiaí, São Paulo. Foi fundado em 02 de junho de 1667, pelo casal Estácio Ferreira e Violante Jorge e pelo Frei João do Espírito Santo, religioso da Ordem de São Bento e inicialmente se chamava Hospício do Patriarca São Bento. O complexo formado pelo mosteiro, as praças envoltórias e a Igreja de Sant'Anna (também conhecida popularmente como Igreja de São Bento) é tombado como bem de reconhecida importância histórica pelo Conselho Municipal do Patrimônio Cultural da cidade e está registrado no Inventario de Proteção do Patrimônio Artístico e Cultural de Jundiaí (IPPAC) sob o processo 15.761/2008.
Situa-se na Praça Tibúrcio Estevan Siqueira, s/n no centro de Jundiaí e é de propriedade da Ordem Beneditina. O edifício é construído em alvenaria autoportante de tijolos de barro maçico. O telhado é de telhas de cerâmica tipo francesa sobre estrutura de madeira, encerrada por platibanda; A parte externa é coberta com argamassa com cimalha abaixo da platibanda; As janelas são de caixilhos de ferro e vidro colorido com arcos em formato de leque
O altar, entalhado à mão em uma única peça de madeira de pinho-de-riga e cedro e folheado a ouro é original de Olinda e foi levado para São Paulo em 1738. Esteve presente por muitos anos na Igreja dos Índios de São Paulo e foi levada para Jundiaí em 1911.